# Halogranum
Genre
Espèces de rang inférieur
- Halogranum amylolyticum
- Halogranum gelatinilyticum
- Halogranum rubrum
- Halogranum salarium

Halogranum est un genre d'archées halophiles de la famille des Halobacteriaceae.